# 인 타임
《인 타임》(In Time)은 2011년 공개된 미국의 SF 액션 스릴러 영화이다. 아만다 세이프리트와 저스틴 팀버레이크는 사람들이 25살에 노화를 멈추는 사회에서 거주자로 등장한다. 새로운 경제체제는 지폐를 사용하는 대신 시간을 화폐로 사용하고, 각 사람은 얼마나 오래 살아야 하는지를 세는 시계를 팔에 내재되어 살고 있다. 킬리언 머피, 빈센트 카트헤이저, 올리비아 와일드, 매트 보머, 조니 게일커, 콜린스 페니, 알렉스 페티퍼 등도 출연한다. 이 영화는 2011년 10월 28일에 개봉되었다.

## 줄거리
2169년, 사람들은 25번째 생일에 노화를 멈추도록 유전공학적으로 설계된다. 이때, 팔뚝의 1년 카운트다운이 시작된다. 그것이 0이 되면, 그 사람은 시간이 다되어 즉사한다. 따라서 시간은 사람들 사이에 직접 전달되거나 "시간 캡슐"에 저장되는 보편적인 화폐가 되었다. '시간대'라고 불리는 몇몇 주요 지역이 오하이오주 내에 존재한다. 데이톤은 가장 가난하고, 사람들이 24시간 이상 시계를 가지고 있지 않는 공장지대 "게토"이다; 뉴 그리니치에서는, 사람들은 본질적으로 불멸할 충분한 시간을 가지고 있다.
윌 살라스는 데이튼 공장 노동자로, 포티스가 이끄는 타임로빙 깡패 집단이 헨리 해밀턴이라는 술 취한 남자를 뒤쫓아 그를 구하는 것을 본다. 해밀턴은 116년을 시간을 갖고 있지만 사는 데 지쳐있다. 그는 뉴 그리니치의 사람들이 시간을 사재기하여 영원히 함께 살 수 있지만, 그로 인해 가난한 사람들은 시간이 부족하여 계속 죽어나간다. 다음날 아침, 그는 잠든 윌에게 시간을 옮긴후 타임아웃되어 죽는다. 경찰 같은 타임키퍼 부대를 이끌고 있는 레이먼드 레온은 윌을 해밀턴의 죽음에 대한 용의자로 여긴다.
윌은 그의 친구 보렐을 방문한다. 보렐은 그에게 많은 시간을 갖게되면 죽게 될 것이라고 경고한다. 윌은 보렐에게 10년을 주고 함께 뉴 그리니치로 떠나기 위해 어머니를 만나러 간다. 하지만 시내버스 요금이 1시간에서 2시간으로 올랐고, 그녀는 90분밖에 없다. 그녀는 윌을 만나기 위해 달려가려 하지만 마지막 순간에 시간이 흘러 그의 품에 안겨 죽는다.
뉴 그리니치에서 윌은 카지노를 방문하고 시간을 낭비하는 사업가 필립 위스와 그의 딸 실비아를 만난다. 포커를 하는 동안, 윌은 위험한 타이밍에 아슬아슬하게 다가왔지만, 결국 완벽한 도박으로 천년 이상을 얻는다. 실비아는 그를 파티에 초대하고, 윌은 새 스포츠카를 사서 그곳으로 운전한다. 레이먼드가 도착해서 윌을 체포한다. 윌의 유죄를 입증하기보다는 윌의 거의 모든 시간을 압수하며, 원래 시간은 그의 것이 아님을 말한다.
윌은 실비아를 인질로 데이튼으로 데려가 탈출한다. Fortis의 갱단에 의해 매복된 그들은 각각 30분을 남겨둔다. 윌은 보렐에게 시간을 좀 얻으려고 하지만 그는 이미 술에 만취해 죽었다. 그들은 실비아의 귀걸이를 팔아서 그럭저럭 하루를 벌어 산다. 윌은 웨이스에게 전화를 걸어 딸의 몸값으로 1,000년이란 시간을 요구한다. 위스가 거절하자 윌은 어쨌든 실비아를 풀어준다. 레이먼드는 윌을 찾지만 실비아는 레이몬드의 팔에 총을 쏜다. 윌은 레이먼드에게 생존할 충분한 시간을 주고, 그의 차를 훔친다.
실비아는 이제 그 제도를 끝내겠다는 윌의 약속을 함께 한다. 그들은 그녀의 아버지의 시간은행을 털고, 여분의 타임 캡슐을 가난한 사람들에게 주지만, 곧 그들은 단지 가격이 더 빨리 인상되기 때문에, 그들이 어떤 것도 크게 바꿀 수 없다는 것을 깨닫는다. 그들은 다시 포티스의 패거리에게 공격당하지만 윌은 간신히 팔씨름 시합에서 포티스를 따돌리고 그의 모든 폭력배들을 사살한다. 그들은 위스의 100만년짜리 캡슐 금고를 털기로 결심한다. 레이먼드는 그들을 데이튼으로 다시 쫓아갔지만 그들이 훔친 시간을 분배하는 것을 막기에는 너무 늦었다. 추격은 계속하지만, 레이먼드는 하루의 월급을 다운로드 받는 것을 잊어버리고, 시간이 다되어 죽는다. 윌과 실비아는 거의 시간이 다 될뻔하나, 레이먼드의 월급으로 살아남는다.
모든 사람들이 충분한 시간을 가지게 되어직업을 포기함에 따라 데이튼의 공장은 문을 닫는 것을 TV뉴스로 보여준다. 레이먼드가 윌과 실비아에 집착한 결과를 본 재거는 타임키퍼들에게 집으로 돌아가라고 명령한다. 윌과 실비아는 더 큰 시간 은행을 털어 시스템을 무너뜨리려고 노력한다.

## 출연
- 저스틴 팀버레이크 - 윌 살라스 역
- 어맨다 사이프리드 - 실비아 와이스 역
- 킬리언 머피 - 레이먼드 리언 역
- 알렉스 페티퍼 - 포티스 역
- 빈센트 카트하이저 - 필리프 와이스 역
- 올리비아 와일드 - 레이철 살라스 역
- 맷 보머 - 헨리 해밀턴 역
- 조니 갈레키 - 보렐 역
- 콜린스 페니 - 예거 역
- 이선 펙 - 콘스탄틴 역
- 야야 다코스타 - 그레타 역
- 레이철 로버츠 - 카레라 역
- 어거스트 에머슨 - 리바이 역
- 사샤 피보바로바 - 클라라 와이스 역
- 제시 소퍼 - 웨브 역
- 벨라 히스코트 - 미셸 와이스 역
- 토비 헤밍웨이 - 코어스 역
- 멀리사 오드웨이 - 릴라 역
- 제시카 파커 케네디 - 에두아르다 역
- 크리스토프 샌더스 - 닉슨 역
- 제프 스타론 - 오리스 역
- 맷 올리리 - 모저 역
- 닉 래시어웨이 - 에크만 역
- 레이 산티에고 - 빅타 역
- 크리스 렘케 - 마커스 역

## 같이 보기
- 로건의 탈출 (영화)